# Астар
Астар — одне з найзагадковіших божеств давньосемітських міфологій.
У західносемітській міфології Астар шанувався поряд з Астартою (імовірно, як її чоловік). У єменській міфології був верховним божеством (шанувався у всіх державах Стародавнього Ємену).
Припускають, що Астар був грізним і сильним божеством війни і водночас захисником, який оберігав «від будь-якої руйнації», і навіть божеством родючості. Він був охоронцем будинків, гробниць та іншого. А також вважався покровителем царської влади в собійській державі (в Сабі його дружиною та/або його іпостасью вважалася Хавбас). Найбільш відома іпостась - Астар Шаркан («Східний» або «Восходящий»). Багато посадовців у Сабейській державі були жерцями Астара, існували численні храми.
Священними тваринами цього божества вважають бика та антилопу. Символи Астара: спис, двері (або рука та двері), диск (над лежачим серпом місяця).
З середини I тисячоліття до н. е. поступово починає витіснятися з позиції верховного божества місцевими богами.